# Henriette Hardenberg
Henriette Hardenberg (geboren 5. Februar 1894 in Berlin; gestorben 26. Oktober 1993 in London) war der Künstlername von Margarete Rosenberg, einer der wenigen expressionistischen Dichterinnen.

## Leben
Henriette Hardenbergs erstes (erhaltenes) Gedicht Die Seele drängt aus uns … entstand 1912. Ihre erste literarische Veröffentlichung hatte die Tochter eines jüdischen Rechtsanwalts im April 1913 in der Zeitschrift Die Aktion, in der sie am 5. Juli 1913 auch erstmals unter ihrem Pseudonym veröffentlichte. Zu dieser Zeit hatte sie engen Kontakt zum Herausgeber der Aktion, Franz Pfemfert, und pflegte Freundschaften bzw. Bekanntschaften mit Reinhard Sorge, Alfred Lichtenstein, Else Lasker-Schüler, Claire Studer-Goll und Ludwig Meidner. Nach Ausbruch des Ersten Weltkrieges arbeitete sie als Krankenschwester in Berlin. 1914 lernte sie den Dichter Alfred Wolfenstein kennen, den sie 1916 heiratete. Kurz vor der Geburt des Sohnes Frank (1916–1993) zog sie nach München, wo sie intensive Kontakte zum Schwabinger Künstlerviertel pflegte, insbesondere zu Rainer Maria Rilke, mit dem sie sich häufig zu privaten Leseabenden verabredete, Johannes R. Becher, Gottfried Kölwel, Emmy Hennings, Ernst Toller und Oskar Maria Graf. 1918 erschien ihre einzige Einzelveröffentlichung, der Gedichtband Neigungen. In den nächsten Jahren folgten verschiedene verstreute Publikationen.
1924 zogen Hardenberg und Wolfenstein nach Berlin. Das Ehepaar trennte sich 1929, im folgenden Jahr wurde die Ehe geschieden. 1937 ging sie nach England ins Exil und nahm 1948 die britische Staatsbürgerschaft an. In zweiter Ehe war Henriette Hardenberg seit 1938 mit dem ebenfalls nach England emigrierten Innenarchitekten und Dichter Kurt Frankenschwerth (1901–1982) verheiratet. In den 1980er Jahren veröffentlichte sie noch einmal neue Gedichte in der von Andreas W. Mytze herausgegebenen Heftreihe europäische ideen; die meisten ihrer in England entstandenen Gedichte wurden erst postum im Arche Verlag veröffentlicht.
Nach ihrem Tod wurde sie im Golders Green Crematorium in London eingeäschert, wo sich auch ihre Urne befindet.

## Werke
- Neigungen. Gedichte. Roland (Die neue Reihe 12), München 1918; Reprint: Kraus, Nendeln 1973
- Dichtungen. Hrsg. v. Hartmut Vollmer. Arche, Zürich 1988, ISBN 3-7160-2073-7
- Südliches Herz. Nachgelassene Dichtungen. Hrsg. v. Hartmut Vollmer. Arche, Zürich 1994, ISBN 3-7160-2172-5